# 로제르주의 캉통
프랑스 로제르주에는 총 13개의 캉통이 속해 있다. 2015년 3월 행정구역 총개편으로 인해 현재는 다음과 같이 설치되어 있다.
- 오몽토브라크
- 라카누르그
- 시라크
- 르콜레드데즈
- 플로라크
- 그랑드리외
- 랑고뉴
- 마르브졸
- 망드 1
- 망드 2
- 생탈방쉬르리마뇰
- 생셸리다셰르
- 생테티엔뒤발도네즈